# Révolte à Sing Sing
Pour plus de détails, voir Fiche technique et Distribution.
Révolte à Sing Sing (titre original : The Last Mile) est un film américain réalisé par Samuel Bischoff et sorti en 1932.

## Synopsis
Des prisonniers attendent dans le couloir de la mort de la prison de Sing Sing. Certains sont accusés à tort, et n'ont d'autre perspective que la chaise électrique.

## Fiche technique
- Titre original : The Last Mile
- Réalisation et production : Samuel Bischoff
- Scénario : Seton I. Miller d'après la pièce The Last Mile de John Wexley
- Image : Arthur Edeson
- Montage : Rose Loewinger
- Durée : 75 minutes
- Date de sortie : 
  - États-Unis : 17 août 1932

## Distribution
- Alan Roscoe : Kirby

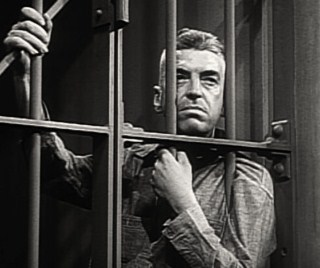
Alan Roscoe dans une scène du film

- Howard Phillips : Richard "Dick" Walters
- Preston Foster : John "Killer" Mears
- George E. Stone : Joe Berg
- Noel Madison : D'Amoro
- Paul Fix : Eddie Werner
- Al Hill (en) : Fred Mayer
- Daniel L. Haynes : Sonny Jackson
- Frank Sheridan : Directeur Frank Lewis
- Alec B. Francis : Père O'Connor
- Edward Van Sloan : Rabbin
- Louise Carter : Mme Walters
- Ralph Theodore : Pat Callahan
- Jack Kennedy : Mike O'Flaherty, garde
- Albert J. Smith (en) : Drake, garde
- William Scott : Peddie
- Kenneth MacDonald (en) : Harris
- Walter Walker : Gouverneur Blaine